# Parachartergus apicaloides
Parachartergus apicaloides är en getingart som beskrevs av Abraham Willink 1959.
Parachartergus apicaloides ingår i släktet Parachartergus och familjen getingar. Inga underarter finns listade i Catalogue of Life.